# بلیک وودراف
بلیک وودراف (انگلیسی: Blake Woodruff؛ زادهٔ ۱۹ ژوئن ۱۹۹۵) یک هنرپیشه اهل ایالات متحده آمریکا است. 
از فیلم‌ها یا برنامه‌های تلویزیونی که وی در آن نقش داشته است می‌توان به دوجینش ارزان‌تر است و دوجینش ارزان‌تر است ۲ اشاره کرد. 